# 坦干伊喀亮麗鱂
坦干伊喀亮麗鱂為輻鰭魚綱鯉齒目鯉齒亞目花鳉科的其中一種，分布於非洲坦干伊喀湖流域，體長可達15公分，棲息在岩石底質的湖泊，屬肉食性，生活習性不明，可做為食用魚及觀賞魚。